# Pimelles
Pimelles ist eine französische Gemeinde mit 62 Einwohnern (Stand: 1. Januar 2022) im Département Yonne in der Region Bourgogne-Franche-Comté (vor 2016 Bourgogne) im Osten Frankreichs. Die Gemeinde gehört zum Arrondissement Avallon und zum Kanton Tonnerrois (bis 2015 Cruzy-le-Châtel). 

## Geografie
Pimelles liegt etwa 55 Kilometer ostnordöstlich von Auxerre am Flüsschen Baon, das hier noch Ruisseau de Boutellier genannt wird. Umgeben wird Pimelles von den Nachbargemeinden Cruzy-le-Châtel im Norden und Osten, Gland im Südosten, Ancy-le-Libre im Süden, Tanlay im Westen sowie Baon im Nordwesten.

## Bevölkerungsentwicklung
| Jahr                      | 1962 | 1968 | 1975 | 1982 | 1990 | 1999 | 2006 | 2013 |
| ------------------------- | ---- | ---- | ---- | ---- | ---- | ---- | ---- | ---- |
| Einwohner                 | 76   | 68   | 59   | 51   | 50   | 70   | 63   | 59   |
| Quelle: Cassini und INSEE |      |      |      |      |      |      |      |      |

## Sehenswürdigkeiten
- Kirche Notre-Dame-de-la-Assomption
- Brücke aus dem 18. Jahrhundert, seit 2001 Monument historique